# A Feira I
A Feira I – en français Le Marché I – est un tableau réalisé par la peintre brésilienne Tarsila do Amaral en 1924. De format horizontal, cette huile sur toile est un paysage urbain qui représente les étals d'un marché devant des maisons. On y reconnaît notamment des fruits tropicaux tels que des ananas et des bananes, mais aussi des pots de fleurs, ou encore un lapin blanc. L'œuvre est conservée au sein d'une collection privée. Elle connaît une réplique en 1925, A Feira II, également entre les mains de particuliers, à São Paulo.